# Helius (Helius) tienmuanus
Helius (Helius) tienmuanus is een tweevleugelige uit de familie steltmuggen (Limoniidae). De soort komt voor in het Palearctisch gebied.